# Liga Campionilor 2021-2022
Sezonul 2021-2022 al Ligii Campionilor UEFA a fost cea de-a 67-a ediție a celei mai importante competiții de fotbal intercluburi din Europa, și al 30-lea sezon de la redenumirea competiției din Cupa Campionilor Europeni în Liga Campionilor UEFA.
Finala s-a jucat pe Stade de France din Paris, Franța. Aceasta a fost inițial programată să fie jucată pe Allianz Arena din München, Germania. Însă, din cauza amânării și realocării finalei din 2020, gazdele finalelor au fost mutate înapoi cu un an, iar Sankt Petersburg a fost ales. După invadarea Ucrainei de către Rusia Comitetul Executiv al UEFA a decis ca finala să aibă loc în Franța.
Real Madrid s-au calificat automat în faza grupelor Ligii Campionilor 2022-2023 și au câștigat, de asemenea, dreptul de a juca împotriva câștigătorilor UEFA Europa League 2021-2022 în Supercupa Europei 2022.
Acest sezon a fost primul din 1998-1999 (ultimul sezon când s-a disputat Cupa Cupelor UEFA), când s-au desfășurat trei competiții europene majore intercluburi (Liga Campionilor UEFA, UEFA Europa League și nou-creata UEFA Europa Conference League). Nu se fac modificări în formatul Ligii Campionilor, dar echipele care sunt eliminate din runda preliminară și primul tur de calificare al Ligii Campionilor sunt acum transferate în Europa Conference League în loc de Europa League.
Pe 24 iunie 2021, UEFA a aprobat propunerea de abolire a regulii golurilor marcate în deplasare în toate competițiile UEFA pentru cluburi, care a fost folosită din 1965. Prin urmare, dacă într-un meci în dublă manșă, ambele echipe au înscris același număr de goluri la general, câștigătoarea nu a mai fost decisă de numărul de goluri marcate în deplasare de fiecare echipă, ci de 30 de minute de timp suplimentar, și dacă cele două echipe au rămas la egalitate de goluri și după prelungiri, câștigătoarea a fost decisă la loviturile de departajare.

## Locurile alocate pentru fiecare asociație
Un total de 80 de echipe din 54 din cele 55 de asociații membre UEFA (fără Liechtenstein)[Notă LIE] au participat în Liga Campionilor 2021–2022. Clasamentul asociațiilor bazat pe Coeficienții țării UEFA este utilizat pentru a determina numărul de echipe participante pentru fiecare asociație:
- Asociațiile 1-4 au câte patru echipe calificate.
- Asociațiile 5-6 au câte trei echipe calificate.
- Asociațiile 7-15 au câte două echipe calificate.
- Asociațiile 16–55 (cu excepția Liechtenstein)[Notă LIE] au câte o echipă calificată.
- Câștigătorii Ligii Campionilor 2020-2021 și UEFA Europa League 2020-2021 au primit fiecare un loc automat dacă nu s-au calificat în Liga Campionilor 2021-2022 prin liga lor internă. Cu toate acestea, deținătorii cupei Ligii Campionilor s-au calificat prin liga lor internă, ceea ce înseamnă că locul automat pentru deținătorii Ligii Campionilor nu a fost necesar pentru acest sezon.

### Clasamentul asociațiilor
Pentru Liga Campionilor 2021–2022, asociațiilor li s-au alocat locuri în funcție de Coeficienții țării UEFA din 2020, care ia în considerare performanța lor în competițiile europene din perioada 2015–16 până în 2019–20.
În afară de alocarea pe baza coeficienților de țară, asociațiile pot avea echipe suplimentare care participă în Liga Campionilor, după cum se menționează mai jos:
- (UCL) - Loc adițional pentru câștigătorii Ligii Campionilor UEFA
- (UEL) - Loc adițional pentru câștigătorii UEFA Europa League

| Loc | Asociația     | Coef.   | Echipe | Note     |
| --- | ------------- | ------- | ------ | -------- |
| 1   | Spania        | 102.283 | 4      | +1 (UEL) |
| 2   | Anglia        | 90.462  | 4      |          |
| 3   | Germania      | 74.784  | 4      |          |
| 4   | Italia        | 70.653  | 4      |          |
| 5   | Franța        | 59.248  | 3      |          |
| 6   | Portugalia    | 49.449  | 3      |          |
| 7   | Rusia         | 45.549  | 2      |          |
| 8   | Belgia        | 37.900  | 2      |          |
| 9   | Ucraina       | 36.100  | 2      |          |
| 10  | Țările de Jos | 35.750  | 2      |          |
| 11  | Turcia        | 33.600  | 2      |          |
| 12  | Austria       | 32.925  | 2      |          |
| 13  | Danemarca     | 29.250  | 2      |          |
| 14  | Scoția        | 27.875  | 2      |          |
| 15  | Cehia         | 27.300  | 2      |          |
| 16  | Cipru         | 26.750  | 1      |          |
| 17  | Elveția       | 26.400  | 1      |          |
| 18  | Grecia        | 26.300  | 1      |          |
| 19  | Serbia        | 25.500  | 1      |          |
| 20  | Croația       | 24.875  | 1      |          |

| Loc | Asociația             | Coef.  | Echipe | Note       |
| --- | --------------------- | ------ | ------ | ---------- |
| 21  | Suedia                | 22.750 | 1      |            |
| 22  | Norvegia              | 21.750 | 1      |            |
| 23  | Israel                | 19.625 | 1      |            |
| 24  | Kazahstan             | 19.250 | 1      |            |
| 25  | Belarus               | 18.875 | 1      |            |
| 26  | Azerbaijan            | 18.750 | 1      |            |
| 27  | Bulgaria              | 17.375 | 1      |            |
| 28  | România               | 16.700 | 1      |            |
| 29  | Polonia               | 16.625 | 1      |            |
| 30  | Slovacia              | 15.875 | 1      |            |
| 31  | Liechtenstein         | 13.500 | 0      | [Notă LIE] |
| 32  | Slovenia              | 13.000 | 1      |            |
| 33  | Ungaria               | 12.875 | 1      |            |
| 34  | Luxemburg             | 8.000  | 1      |            |
| 35  | Lituania              | 7.875  | 1      |            |
| 36  | Armenia               | 7.625  | 1      |            |
| 37  | Letonia               | 7.625  | 1      |            |
| 38  | Albania               | 7.375  | 1      |            |
| 39  | Macedonia             | 7.375  | 1      |            |
| 40  | Bosnia și Herțegovina | 6.875  | 1      |            |

| Loc | Asociația         | Coef. | Echipe |
| --- | ----------------- | ----- | ------ |
| 41  | Republica Moldova | 6.750 | 1      |
| 42  | Irlanda           | 6.700 | 1      |
| 43  | Finlanda          | 6.500 | 1      |
| 44  | Georgia           | 5.750 | 1      |
| 45  | Malta             | 5.750 | 1      |
| 46  | Islanda           | 5.375 | 1      |
| 47  | Țara Galilor      | 5.000 | 1      |
| 48  | Irlanda de Nord   | 4.875 | 1      |
| 49  | Gibraltar         | 4.750 | 1      |
| 50  | Muntenegru        | 4.375 | 1      |
| 51  | Estonia           | 4.375 | 1      |
| 52  | Kosovo            | 4.000 | 1      |
| 53  | Insulele Feroe    | 3.750 | 1      |
| 54  | Andorra           | 2.831 | 1      |
| 55  | San Marino        | 0.666 | 1      |

### Echipe
Etichetele din paranteze arată modul prin care fiecare echipă s-a calificat în runda sa de intrare:
- CL: Câștigătorii Ligii Campionilor UEFA
- EL: Câștigătorii UEFA Europa League
- Locul 1, Locul 2, Locul 3, Locul 4, etc.: Pozițiile din liga internă în sezonul anterior
- Ab-: Pozițiile din liga internă din sezonul abandonat din cauza pandemiei de COVID-19 în Europa, determinate de asociația națională; toate echipele sunt supuse aprobării de către UEFA în conformitate cu reglementările pentru intrarea în competițiile europene ca răspuns la pandemia de COVID-19.[9]

Cel de-al doilea tur de calificare, al treilea tur de calificare și runda de play-off sunt împărțite în Ruta Campionilor (CA) și Ruta Non-campionilor (NC).
CC: Coeficienții de club UEFA 2021.
| Runda de intrare             | Runda de intrare         | Echipe                               | Echipe                           | Echipe                              | Echipe                                 |
| ---------------------------- | ------------------------ | ------------------------------------ | -------------------------------- | ----------------------------------- | -------------------------------------- |
| Faza grupelor                | Faza grupelor            | Chelsea (Locul 4)CL                  | Villarreal (Locul 7)EL           | Atlético Madrid (Locul 1)           | Real Madrid (Locul 2)                  |
| Faza grupelor                | Faza grupelor            | Barcelona (Locul 3)                  | Sevilla (Locul 4)                | Manchester City (Locul 1)           | Manchester United (Locul 2)            |
| Faza grupelor                | Faza grupelor            | Liverpool (Locul 3)                  | Bayern (Locul 1)                 | RB Leipzig (Locul 2)                | Dortmund (Locul 3)                     |
| Faza grupelor                | Faza grupelor            | Wolfsburg (Locul 4)                  | Inter Milano (Locul 1)           | Milan (Locul 2)                     | Atalanta (Locul 3)                     |
| Faza grupelor                | Faza grupelor            | Juventus (Locul 4)                   | Lille (Locul 1)                  | PSG (Locul 2)                       | Sporting (Locul 1)                     |
| Faza grupelor                | Faza grupelor            | Porto (Locul 2)                      | Zenit (Locul 1)                  | Club Brugge (Locul 1)               | Dinamo Kiev (Locul 1)                  |
| Faza grupelor                | Faza grupelor            | Ajax (Locul 1)                       | Beșiktaș (Locul 1)               |                                     |                                        |
|                              |                          |                                      |                                  |                                     |                                        |
| Runda play-off               | CA                       | Salzburg (Locul 1)                   | Brøndby (Locul 1)                |                                     |                                        |
|                              |                          |                                      |                                  |                                     |                                        |
| Al treilea tur de calificare | CA                       | Rangers (Locul 1)                    | Slavia Praga (Locul 1)           |                                     |                                        |
| Al treilea tur de calificare | NC                       | Monaco (Locul 3)                     | Benfica (Locul 3)                | Spartak Moscova (Locul 2)           | Genk (Locul 2)                         |
| Al treilea tur de calificare | NC                       | Șahtior Donețsk (Locul 2)            |                                  |                                     |                                        |
|                              |                          |                                      |                                  |                                     |                                        |
| Al doilea tur de calificare  | CA                       | Omonia (Locul 1)                     | Young Boys (Locul 1)             | Olympiacos (Locul 1)                | Steaua Roșie (Locul 1)                 |
| Al doilea tur de calificare  | NC                       | PSV (Locul 2)                        | Galatasaray (Locul 2)            | Rapid Viena (Locul 2)               | Midtjylland (Locul 2)                  |
| Al doilea tur de calificare  | NC                       | Celtic (Locul 2)                     | Sparta Praga (Locul 2)           |                                     |                                        |
|                              |                          |                                      |                                  |                                     |                                        |
| Primul tur de calificare     | Primul tur de calificare | Dinamo Zagreb (Locul 1)              | Malmö (Locul 1)                  | Bodø/Glimt (Locul 1)                | Maccabi Haifa (Locul 1)                |
| Primul tur de calificare     | Primul tur de calificare | FC Kairat (Locul 1)                  | Salihorsk (Locul 1)              | Neftçi Baku (Locul 1)               | Ludogoreț Razgrad (Locul 1)            |
| Primul tur de calificare     | Primul tur de calificare | CFR Cluj (Locul 1)                   | Legia Varșovia (Locul 1)         | Slovan Bratislava (Locul 1)         | NŠ Mura (Locul 1)                      |
| Primul tur de calificare     | Primul tur de calificare | Ferencváros (Locul 1)                | CS Fola Esch (Locul 1)           | Žalgiris Vilnius (Locul 1)          | Alașkert FC Erevan (Locul 1)           |
| Primul tur de calificare     | Primul tur de calificare | Riga FC (Locul 1)                    | KS Teuta Durrës (Locul 1)        | Shkëndija (Locul 1)                 | FK Borac Banja Luka (Locul 1)          |
| Primul tur de calificare     | Primul tur de calificare | Sheriff Tiraspol (Locul 1)           | Shamrock Rovers (Locul 1)        | Helsingin Jalkapalloklubi (Locul 1) | Dinamo Tbilisi (Locul 1)               |
| Primul tur de calificare     | Primul tur de calificare | Hibernians FC (Ab-Locul 2)[Notă MLT] | Valur (Ab-Locul 1)[Notă ISL]     | Connah's Quay Nomads F.C. (Locul 1) | Linfield FC (Locul 1)                  |
| Primul tur de calificare     | Primul tur de calificare | Lincoln Red Imps FC (Locul 1)        | FK Budućnost Podgorica (Locul 1) | Flora (Locul 1)                     |                                        |
|                              |                          |                                      |                                  |                                     |                                        |
| Runda preliminară            | Runda preliminară        | FC Prishtina (Locul 1)               | Havnar Bóltfelag (Locul 1)       | Inter Club d'Escaldes (Locul 1)     | S.S. Folgore Falciano Calcio (Locul 1) |

Note
1. ^ Islanda (ISL): Úrvalsdeild 2020 a fost abandonată din cauza pandemiei de COVID-19 în Islanda. Echipa de pe primul loc din ligă în momentul abandonării, pe baza numărului mediu de puncte pe meciuri jucate pentru fiecare echipă, a fost Valur (cea care a fost declarată campioană). Ea a fost selectată pentru a juca în Liga Campionilor 2021-2022 de către Federația Islandeză de Fotbal.[11]
2. ^ Liechtenstein (LIE): Cele șapte echipe afiliate la Asociația de Fotbal a Liechtensteinului (LFV) joacă toate în sistemul elvețian de fotbal. Singura competiție organizată de LFV este Cupa Liechtensteinului, câștigătorii cărora se califică în UEFA Europa Conference League.
3. ^ Malta (MLT): Premier League (Malta) 2020-2021 a fost abandonată din cauza pandemiei de COVID-19 în Malta. Echipa de pe primul loc din ligă în momentul abandonării, Ħamrun Spartans, a fost declarată campioană, dar ulterior i s-a interzis să participe în competițiile europene din cauza aranjării unor meciurilor. Drept urmare, echipa clasată pe locul doi, Hibernians, a fost selectată pentru a juca în Liga Campionilor 2021-2022 de către Asociația de Fotbal a Maltei.[12][13][14]

## Calendar
Programul competiției a fost după cum urmează. Toate meciurile s-au jucat marți și miercuri, cu excepția finalei rundei preliminare, care a avut loc vineri, și a finalei, care a avut loc sâmbătă. Manșele retur al celui de-al treilea tur de calificare s-au jucat doar într-o marți din cauza Supercupei Europei 2021 care a avut loc a doua zi, miercuri. Orele programate de start, începând cu runda play-off au fost 18:45 (în loc de 18:55 anterior) - 19:45 Ora României; și 21:00 CEST/CET - 22:00 ora României.
Toate tragerile la sorți, cu excepția celor din faza grupelor, au început la ora 13:00 (ora României) și s-au desfășurat la sediul UEFA din Nyon, Elveția. Tragerile la sorți pentru faza grupelor au început la ora 19:00 (ora României), în Istanbul, Turcia.
| Faza              | Runda                        | Data tragerii la sorți | Manșa tur                             | Manșa retur                           |
| ----------------- | ---------------------------- | ---------------------- | ------------------------------------- | ------------------------------------- |
| Calificări        | Runda preliminară            | 8 iunie 2021           | 22 iunie 2021 (semifinalele)          | 25 iunie 2021 (finala)                |
| Calificări        | Primul tur de calificare     | 15 iunie 2021          | 6–7 iulie 2021                        | 13–14 iulie 2021                      |
| Calificări        | Al doilea tur de calificare  | 16 iunie 2021          | 20–21 iulie 2021                      | 27–28 iulie 2021                      |
| Calificări        | Al treilea tur de calificare | 19 iulie 2021          | 3–4 august 2021                       | 10 august 2021                        |
| Calificări        | Runda play-off               | 2 august 2021          | 17–18 august 2021                     | 24–25 august 2021                     |
| Faza grupelor     | Meciul 1                     | 26 august 2021         | 14–15 septembrie 2021                 | 14–15 septembrie 2021                 |
| Faza grupelor     | Meciul 2                     | 26 august 2021         | 28–29 septembrie 2021                 | 28–29 septembrie 2021                 |
| Faza grupelor     | Meciul 3                     | 26 august 2021         | 19–20 octombrie 2021                  | 19–20 octombrie 2021                  |
| Faza grupelor     | Meciul 4                     | 26 august 2021         | 2–3 noiembrie 2021                    | 2–3 noiembrie 2021                    |
| Faza grupelor     | Meciul 5                     | 26 august 2021         | 23–24 noiembrie 2021                  | 23–24 noiembrie 2021                  |
| Faza grupelor     | Meciul 6                     | 26 august 2021         | 7–8 decembrie 2021                    | 7–8 decembrie 2021                    |
| Faza eliminatorie | Optimi de finală             | 13 decembrie 2021      | 15–16 & 22–23 februarie 2022          | 8–9 & 15–16 martie 2022               |
| Faza eliminatorie | Sferturi de finală           | 18 martie 2022         | 5–6 aprilie 2022                      | 12–13 aprilie 2022                    |
| Faza eliminatorie | Semifinale                   | 18 martie 2022         | 26–27 aprilie 2022                    | 3–4 mai 2022                          |
| Faza eliminatorie | Finala                       | 18 martie 2022         | 28 mai 2022 pe Stade de France, Paris | 28 mai 2022 pe Stade de France, Paris |

## Calificări

### Runda preliminară
Meciurile din runda preliminară, care constau în două semifinale pe 22 iunie 2021, și finala pe 25 iunie 2021, urmau să se dispute inițial la Gundadalur, Tórshavn din Insulele Feroe, dar au fost mutate din cauza restricțiilor legate de COVID-19 în Insulele Feroe. Meciurile s-au jucat în schimb în Albania, cu semifinalele disputate pe stadionul Elbasan Arena, Elbasan și stadionul Niko Dovana, Durrës, iar finala pe Elbasan Arena.
Câștigătorul finalei, FC Priștina, a trecut în primul tur de calificare. Cei care au pierdut semifinalele și finala au fost transferați în cel de-al doilea tur de calificare în Europa Conference League.
| Echipa 1                     | Scor  | Echipa 2              |
| ---------------------------- | ----- | --------------------- |
| S.S. Folgore Falciano Calcio | 0 – 2 | FC Prishtina          |
| Havnar Bóltfelag             | 0 – 1 | Inter Club d'Escaldes |

| Echipa 1     | Scor  | Echipa 2              |
| ------------ | ----- | --------------------- |
| FC Prishtina | 2 – 0 | Inter Club d'Escaldes |

### Primul tur de calificare
Tragerea la sorți pentru primul tur de calificare a avut loc pe 15 iunie 2021, ora 13:00 ora României.
Un total de 32 de echipe au jucat în primul tur de calificare: 31 de echipe care au intrat în acest tur și un câștigător al rundei preliminare. Gruparea echipelor s-a bazat pe coeficienții cluburilor UEFA din 2021. Pentru câștigătorul rundei preliminare, a cărui identitate nu era cunoscută la momentul extragerii, a fost utilizat coeficientul de club al echipei rămase cu cel mai mare rang. Înainte de tragerea la sorți, UEFA a format patru grupe a câte opt echipe (patru capi de serie și patru non-capi de serie) în conformitate cu principiile stabilite de Comitetul pentru Competiții al Cluburilor. Prima echipă extrasă în fiecare meci a fost echipa gazdă a manșei tur.
| Grupa 1                                                              | Grupa 1                                                     | Grupa 2                                                              | Grupa 2                                                                                 |
| Capi de serie                                                        | Non-capi de serie                                           | Capi de serie                                                        | Non-capi de serie                                                                       |
| -------------------------------------------------------------------- | ----------------------------------------------------------- | -------------------------------------------------------------------- | --------------------------------------------------------------------------------------- |
| - Malmö - Legia Varșovia - Slovan Bratislava - Lincoln Red Imps F.C. | - Riga FC - CS Fola Esch - Shamrock Rovers - Bodø/Glimt     | - CFR Cluj - Shkëndija - Alașkert FC Erevan - FK Budućnost Podgorica | - Helsingin Jalkapalloklubi - Connah's Quay Nomads F.C. - NŠ Mura - FK Borac Banja Luka |
| Grupa 3                                                              | Grupa 3                                                     | Grupa 4                                                              | Grupa 4                                                                                 |
| Capi de serie                                                        | Non-capi de serie                                           | Capi de serie                                                        | Non-capi de serie                                                                       |
| - Ludogoreț Razgrad - Sheriff Tiraspol - Dinamo Tbilisi - FC Kairat  | - Salihorsk - Neftçi Baku - Maccabi Haifa - KS Teuta Durrës | - Dinamo Zagreb - Ferencváros - Žalgiris Vilnius - Flora             | - Linfield F.C. - Valur - Hibernians F.C. - FC Prishtina[†]                             |

Note
1. † Câștigătorul rundei preliminare, a cărui identitate nu era cunoscută la momentul extragerii. Echipele scrise cursive au învins o echipă cu un coeficient mai mare, luând astfel efectiv coeficientul adversarului lor în tragerea la sorți.

#### Meciurile
Manșele tur s-au disputat pe 6 și 7 iulie, iar cele retur pe 13 și 14 iulie 2021.
Câștigătorii au trecut în cel de-al doilea tur de calificare, pe Ruta Campionilor. Pierzătorii au fost transferați în cel de-al doilea tur de calificare al Conference League, pe Ruta Campionilor.
| Echipa 1                  | Scor gen. | Echipa 2               | Tur   | Retur      |
| ------------------------- | --------- | ---------------------- | ----- | ---------- |
| CS Fola Esch              | 2 – 7     | Lincoln Red Imps FC    | 2 – 2 | 0 – 5      |
| Slovan Bratislava         | 3 – 2     | Shamrock Rovers        | 2 – 0 | 1 – 2      |
| Malmö                     | 2 – 1     | Riga FC                | 1 – 0 | 1 – 1      |
| Bodø/Glimt                | 2 – 5     | Legia Varșovia         | 2 – 3 | 0 – 2      |
| Connah's Quay Nomads F.C. | 2 – 3     | Alașkert FC Erevan     | 2 – 2 | 0 – 1 d.p. |
| Helsingin Jalkapalloklubi | 7 – 1     | FK Budućnost Podgorica | 3 – 1 | 4 – 0      |
| CFR Cluj                  | 4 – 3     | FK Borac Banja Luka    | 3 – 1 | 1 – 2 d.p. |
| Shkëndija                 | 0 – 6     | NŠ Mura                | 0 – 1 | 0 – 5      |
| KS Teuta Durrës           | 0 – 5     | Sheriff Tiraspol       | 0 – 4 | 0 – 1      |
| Dinamo Tbilisi            | 2 – 4     | Neftçi Baku            | 1 – 2 | 1 – 2      |
| Maccabi Haifa             | 1 – 3     | FC Kairat              | 1 – 1 | 0 – 2      |
| Ludogoreț Razgrad         | 2 – 0     | Salihorsk              | 1 – 0 | 1 – 0      |
| Ferencváros               | 6 – 1     | FC Prishtina           | 3 – 0 | 3 – 1      |
| Žalgiris Vilnius          | 5 – 2     | Linfield F.C.          | 3 – 1 | 2 – 1      |
| Flora                     | 5 – 0     | Hibernians F.C.        | 2 – 0 | 3 – 0      |
| Dinamo Zagreb             | 5 – 2     | Valur                  | 3 – 2 | 2 – 0      |

Note
1. ↑  Pierzătorii s-au calificat direct în cel de-al treilea tur de calificare al Conference League.

### Al doilea tur de calificare
Tragerea la sorți pentru cel de-al doilea tur de calificare a avut loc pe 16 iunie 2021, ora 13:00 ora României.
Un total de 26 de echipe au jucat în cel de-al doilea tur de calificare. Acestea au fost împărțite în două rute:
- Ruta Campionilor (20 de echipe): 4 echipe care intră în acest tur și 16 câștigători ai primului tur de calificare.
- Ruta Non-campionilor (6 echipe): 6 echipe care intră în acest tur.

Gruparea echipelor s-a bazat pe coeficienții cluburilor UEFA din 2021. Pentru câștigătorii primului tur de calificare, a căror identitate nu era cunoscută la momentul extragerii, a fost utilizat coeficientul de club al celei mai bine clasate echipe rămase în fiecare meci. Înainte de tragerea la sorți, UEFA a format trei grupe pe Ruta Campionilor, două a câte șase echipe (trei capi de serie și trei non-capi de serie) și una formată din opt echipe (patru capi de serie și patru non-capi de serie), în conformitate cu principiile stabilite de Comitetul pentru Competiții al Cluburilor. Prima echipă extrasă în fiecare meci a fost echipa gazdă a manșei tur.
| Grupa 1                                             | Grupa 1                                    | Grupa 2                                           | Grupa 2                                                 | Grupa 3                                                          | Grupa 3                                                                                      |
| Capi de serie                                       | Non-capi de serie                          | Capi de serie                                     | Non-capi de serie                                       | Capi de serie                                                    | Non-capi de serie                                                                            |
| --------------------------------------------------- | ------------------------------------------ | ------------------------------------------------- | ------------------------------------------------------- | ---------------------------------------------------------------- | -------------------------------------------------------------------------------------------- |
| - Dinamo Zagreb[†] - Young Boys - Legia Varșovia[†] | - Slovan Bratislava[†] - Flora[†] - Omonia | - Olympiacos - Steaua Roșie - Sheriff Tiraspol[†] | - Alașkert FC Erevan[†] - Neftçi Baku[†] - FC Kairat[†] | - Ludogoreț Razgrad[†] - Malmö[†] - CFR Cluj[†] - Ferencváros[†] | - NŠ Mura[†] - Žalgiris Vilnius[†] - Helsingin Jalkapalloklubi[†] - Lincoln Red Imps F.C.[†] |

Note
1. † Câștigătoarea primului tur de calificare, a cărei identitate nu era cunoscută la momentul extragerii. Echipele scrise cursive au învins o echipă cu un coeficient mai mare, luând astfel efectiv coeficientul adversarului lor în tragerea la sorți.

| Capi de serie                 | Non-capi de serie                         |
| ----------------------------- | ----------------------------------------- |
| - Celtic - PSV - Sparta Praga | - Rapid Viena - Galatasaray - Midtjylland |

#### Meciurile
Manșele tur s-au disputat pe 20 și 21 iulie, iar cele retur pe 27 și 28 iulie 2021.
Câștigătorii au trecut în cel de-al treilea tur de calificare, pe rutele lor respective. Pierzătorii campioni au fost transferați în cel de-al treilea tur de calificare al Europa League, pe Ruta Campionilor, iar non-campionii în al treilea tur de calificare al Europa League, pe Ruta Principală.
| Echipa 1              | Scor gen. | Echipa 2                  | Tur   | Retur |
| --------------------- | --------- | ------------------------- | ----- | ----- |
| Dinamo Zagreb         | 3 – 0     | Omonia                    | 2 – 0 | 1 – 0 |
| Slovan Bratislava     | 2 – 3     | Young Boys                | 0 – 0 | 2 – 3 |
| Legia Varșovia        | 3 – 1     | Flora                     | 2 – 1 | 1 – 0 |
| Alașkert FC Erevan    | 1 – 4     | Sheriff Tiraspol          | 0 – 1 | 1 – 3 |
| Olympiacos            | 2 – 0     | Neftçi Baku               | 1 – 0 | 1 – 0 |
| FC Kairat             | 2 – 6     | Steaua Roșie              | 2 – 1 | 0 – 5 |
| Lincoln Red Imps F.C. | 1 – 4     | CFR Cluj                  | 1 – 2 | 0 – 2 |
| Malmö                 | 4 – 3     | Helsingin Jalkapalloklubi | 2 – 1 | 2 – 2 |
| Ferencváros           | 5 – 1     | Žalgiris Vilnius          | 2 – 0 | 3 – 1 |
| NŠ Mura               | 1 – 3     | Ludogoreț Razgrad         | 0 – 0 | 1 – 3 |

| Echipa 1    | Scor gen. | Echipa 2     | Tur   | Retur      |
| ----------- | --------- | ------------ | ----- | ---------- |
| Rapid Viena | 2 – 3     | Sparta Praga | 2 – 1 | 0 – 2      |
| Celtic      | 2 – 3     | Midtjylland  | 1 – 1 | 1 – 2 d.p. |
| PSV         | 7 – 2     | Galatasaray  | 5 – 1 | 2 – 1      |

### Al treilea tur de calificare
Tragerea la sorți pentru cel de-al treilea tur de calificare a avut loc pe 19 iulie 2021, ora 13:00 ora României.
Un total de 20 de echipe au jucat în cel de-al treilea tur de calificare. Acestea au fost împărțite în două rute:
- Ruta Campionilor (12 echipe): 2 echipe care intră în acest tur și 10 câștigători ai celui de-al doilea tur de calificare (Ruta Campionilor).
- Ruta Non-campionilor (8 echipe): 5 echipe care intră în acest tur și 3 câștigători ai celui de-al doilea tur de calificare (Ruta Non-campionilor).

Gruparea echipelor s-a bazat pe coeficienții cluburilor UEFA din 2021. Pentru câștigătorii primului tur de calificare, a căror identitate nu era cunoscută la momentul extragerii, a fost utilizat coeficientul de club al celei mai bine clasate echipe rămase în fiecare meci. Echipele din Ucraina (Șahtar Donețk) și Rusia (Spartak Moscova), pe Ruta Non-campionilor, nu au putut juca una împotriva celeilalte. Prima echipă extrasă în fiecare meci a fost echipa gazdă a manșei tur.
| Grupa 1                                            | Grupa 1                                                  | Grupa 2                                    | Grupa 2                                           |
| Capi de serie                                      | Non-capi de serie                                        | Capi de serie                              | Non-capi de serie                                 |
| -------------------------------------------------- | -------------------------------------------------------- | ------------------------------------------ | ------------------------------------------------- |
| - Dinamo Zagreb[†] - Olympiacos[†] - Young Boys[†] | - Ludogoreț Razgrad[†] - CFR Cluj[†] - Legia Varșovia[†] | - Slavia Praga - Steaua Roșie[†] - Rangers | - Malmö[†] - Sheriff Tiraspol[†] - Ferencváros[†] |

| Capi de serie                                         | Non-capi de serie                                   |
| ----------------------------------------------------- | --------------------------------------------------- |
| - Șahtior Donețsk - Benfica - Monaco - Midtjylland[†] | - Genk - PSV[†] - Spartak Moscova - Sparta Praga[†] |

Note
1. † Câștigătoarea celui de-al doilea tur de calificare, a cărei identitate nu era cunoscută la momentul extragerii. Echipele scrise cursive au învins o echipă cu un coeficient mai mare, luând astfel efectiv coeficientul adversarului lor în tragerea la sorți.

#### Meciurile
Manșele tur s-au disputat pe 3 și 4 august, iar cele retur pe 10 august 2021.
Câștigătorii meciurilor au avansat în runda play-off pe rutele lor respective. Pierzătorii campioni au fost transferați în runda play-off a Europa League, pe Ruta Campionilor, iar non-campionii în faza grupelor Europa League.
| Echipa 1      | Scor gen.          | Echipa 2          | Tur   | Retur |
| ------------- | ------------------ | ----------------- | ----- | ----- |
| Dinamo Zagreb | 2 – 1              | Legia Varșovia    | 1 – 1 | 1 – 0 |
| CFR Cluj      | 2 – 4              | Young Boys        | 1 – 1 | 1 – 3 |
| Olympiacos    | 3 – 3 (1 – 4 l.d.) | Ludogoreț Razgrad | 1 – 1 | 2 – 2 |
| Steaua Roșie  | 1 – 2              | Sheriff Tiraspol  | 1 – 1 | 0 – 1 |
| Malmö         | 4 – 2              | Rangers           | 2 – 1 | 2 – 1 |
| Ferencváros   | 2 – 1              | Slavia Praga      | 2 – 0 | 0 – 1 |

| Echipa 1        | Scor gen. | Echipa 2        | Tur   | Retur |
| --------------- | --------- | --------------- | ----- | ----- |
| PSV             | 4 – 0     | Midtjylland     | 3 – 0 | 1 – 0 |
| Spartak Moscova | 0 – 4     | Benfica         | 0 – 2 | 0 – 2 |
| Genk            | 2 – 4     | Șahtior Donețsk | 1 – 2 | 1 – 2 |
| Sparta Praga    | 1 – 5     | Monaco          | 0 – 2 | 1 – 3 |

### Runda play-off
Tragerea la sorți pentru runda play-off a avut loc pe 2 august 2021, ora 13:00 ora României.
Un total de 12 de echipe au jucat în runda play-off. Acestea au fost împărțite în două rute:
- Ruta Campionilor (8 echipe): 2 echipe care intră în această rundă și 6 câștigători ai celui de-al treilea tur de calificare (Ruta Campionilor).
- Ruta Non-campionilor (4 echipe): 4 câștigători ai celui de-al treilea tur de calificare (Ruta Non-campionilor).

Gruparea echipelor s-a bazat pe coeficienții cluburilor UEFA din 2021. Pentru câștigătorii celui de-al treilea tur de calificare, a căror identitate nu era cunoscută la momentul extragerii, a fost utilizat coeficientul de club al celei mai bine clasate echipe rămase în fiecare meci. Prima echipă extrasă în fiecare meci a fost echipa gazdă a manșei tur.
| Capi de serie                                                         | Non-capi de serie                                          |
| --------------------------------------------------------------------- | ---------------------------------------------------------- |
| - Salzburg - Dinamo Zagreb[†] - Ferencváros[†] - Ludogoreț Razgrad[†] | - Young Boys[†] - Sheriff Tiraspol[†] - Malmö[†] - Brøndby |

| Capi de serie                     | Non-capi de serie    |
| --------------------------------- | -------------------- |
| - Șahtior Donețsk[†] - Benfica[†] | - Monaco[†] - PSV[†] |

Note
1. † Câștigătoarea celui de-al treilea tur de calificare, a cărei identitate nu era cunoscută la momentul extragerii. Echipele scrise cursive au învins o echipă cu un coeficient mai mare, luând astfel efectiv coeficientul adversarului lor în tragerea la sorți.

#### Meciurile
Manșele tur s-au disputat pe 17 și 18 august, iar cele retur pe 24 și 25 august 2021.
Câștigătorii meciurilor au avansat în faza grupelor. Pierzătorii au fost transferați în faza grupelor Europa League.
| Echipa 1         | Scor gen. | Echipa 2          | Tur   | Retur |
| ---------------- | --------- | ----------------- | ----- | ----- |
| Salzburg         | 4 – 2     | Brøndby           | 2 – 1 | 2 – 1 |
| Young Boys       | 6 – 4     | Ferencváros       | 3 – 2 | 3 – 2 |
| Malmö            | 3 – 2     | Ludogoreț Razgrad | 2 – 0 | 1 – 2 |
| Sheriff Tiraspol | 3 – 0     | Dinamo Zagreb     | 3 – 0 | 0 – 0 |

| Echipa 1 | Scor gen. | Echipa 2        | Tur   | Retur      |
| -------- | --------- | --------------- | ----- | ---------- |
| Monaco   | 2 – 3     | Șahtior Donețsk | 0 – 1 | 2 – 2 d.p. |
| Benfica  | 2 – 1     | PSV             | 2 – 1 | 0 – 0      |

## Faza grupelor
Un total de 32 de echipe din cincisprezece țări au jucat în faza grupelor: 26 de echipe care au intrat în această fază, și cei șase câștigători rundei play-off (patru de pe ruta campionilor, doi de pe ruta non-campionilor).
Tragerea la sorți a avut loc în Istanbul, Turcia pe 26 august 2021, la ora 19:00 EEST.
Cele 32 de echipe au fost împărțite în opt grupe, de câte patru echipe, echipele din aceeași țară neputând fi extrase în aceeași grupă. Pentru extragere, echipele au fost împărțite în patru urne pe baza următoarelor principii:
- Urna 1 - câștigătoarea Ligii Campionilor din sezonul 2020–2021, câștigătoarea Europa League din sezonul 2020–2021 și campioanele primelor șase asociații, în funcție de coeficientul UEFA. Dacă una sau ambele câștigătoare ale celor două cupe europene sunt campioane în ierarhia uneia dintre asociațiile din top 6, campioanele următoarelor asociații (cele de pe locurile 7 și 8 sau doar cea de pe locul 7, în funcție de caz) din clasamentul coeficienților sunt, în schimb, plasate în urna 1.[10]
- Urnele 2, 3 și 4 - restul echipelor care nu s-au încadrat în criteriile necesare pentru a fi plasate în urna 1, au fost plasate în urnele 2, 3, 4, în funcție de coeficientul acumulat.

Mai jos se află echipele participante (cu coeficientul de club UEFA din 2021), grupate după urnele lor aferente. Acestea sunt:
| Urna 1 (după clasamentul asociației) - Chelsea CC: 98.000 - Villarreal CC: 63.000 - Atlético Madrid CC: 115.000 - Manchester City CC: 125.000 - Bayern München CC: 134.000 - Inter Milano CC: 53.000 - Lille CC: 14.000 - Sporting CP CC: 45.500 Urna 2 - Real Madrid CC: 127.000 - Barcelona CC: 122.000 - Juventus CC: 120.000 - Manchester United CC: 113.000 - Paris Saint-Germain CC: 113.000 - Liverpool CC: 101.000 - Sevilla CC: 98.000 - Borussia Dortmund CC: 90.000 | Urna 3 - Porto CC: 87.000 - Ajax CC: 82.500 - Șahtar Donețk CC: 79.000 - RB Leipzig CC: 66.000 - Salzburg CC: 59.000 - Benfica CC: 58.000 - Atalanta CC: 50.500 - Zenit Saint Petersburg CC: 50.000 Urna 4 - Beșiktaș CC: 49.000 - Dinamo Kiev CC: 47.000 - Club Brugge CC: 35.500 - Young Boys CC: 35.000 - Milan CC: 31.000 - Malmö FF CC: 18.500 - VfL Wolfsburg CC: 14.714 - Sheriff Tiraspol CC: 14.500 | ManchesterLiverpoolChelseaSalzburgBruggeYoung BoysPSGLilleWolfsburgDortmundBayernLeipzigJuventusAtalantaMilanoSheriffLisabonaPortoZenitBarcelonaMadridSevillaVillarrealMalmöBeșiktașAjaxDinamoȘahtarEchipele din Lisabona · Benfica Lisabona · Sporting Lisabona · Echipele din Madrid · Atlético Madrid · Real Madrid · Echipele din Manchester · Manchester City · Manchester United · Echipele din Milano · Inter Milano · Milan Locațiile echipelor din faza grupelor Ligii Campionilor 2021-2022. · Maro: Grupa A; Roșu: Grupa B; Portocaliu: Grupa C; Galben: Grupa D; · Verde: Grupa E; Albastru: Grupa F; Violet: Grupa G; Roz: Grupa H. |  |

Zilele de meci au fost 14-15 septembrie, 28-29 septembrie, 19-20 octombrie, 2-3 noiembrie, 23-24 noiembrie și 7-8 decembrie 2021. Orele de start ale meciurilor au fost 22:00 EEST, cu două meciuri în fiecare marți și miercuri programate pentru ora 19:45 EEST.

### Grupa A
| Loc                                                                                | Echipă          | Pct. | MJ | V | E | Î | GM | GP | DG  |  | MCI | PSG | LPZ | BRU |
| ---------------------------------------------------------------------------------- | --------------- | ---- | -- | - | - | - | -- | -- | --- |  | --- | --- | --- | --- |
| 1.                                                                                 | Manchester City | 12   | 6  | 4 | 0 | 2 | 18 | 10 | +8  |  | —   | 2–1 | 6–3 | 4–1 |
| 2.                                                                                 | PSG             | 11   | 6  | 3 | 2 | 1 | 13 | 8  | +5  |  | 2–0 | —   | 3–2 | 4–1 |
| 3.                                                                                 | RB Leipzig      | 7    | 6  | 2 | 1 | 3 | 15 | 14 | +1  |  | 2–1 | 2–2 | —   | 1–2 |
| 4.                                                                                 | Club Brugge     | 4    | 6  | 1 | 1 | 4 | 6  | 20 | −14 |  | 1–5 | 1–1 | 0–5 | —   |
| Legendă: Locurile 1, 2: Calificare în optimi Locul 3: Transferată în Europa League |                 |      |    |   |   |   |    |    |     |  |     |     |     |     |

### Grupa B
| Loc                                                                                | Echipă          | Pct. | MJ | V | E | Î | GM | GP | DG  |  | LIV | ATM | POR | MIL |
| ---------------------------------------------------------------------------------- | --------------- | ---- | -- | - | - | - | -- | -- | --- |  | --- | --- | --- | --- |
| 1.                                                                                 | Liverpool       | 18   | 6  | 6 | 0 | 0 | 17 | 6  | +11 |  | —   | 2–0 | 2–0 | 3–2 |
| 2.                                                                                 | Atlético Madrid | 7    | 6  | 2 | 1 | 3 | 7  | 8  | −1  |  | 2–3 | —   | 0–0 | 0–1 |
| 3.                                                                                 | Porto           | 5    | 6  | 1 | 2 | 3 | 4  | 11 | −7  |  | 1–5 | 1–3 | —   | 1–0 |
| 4.                                                                                 | Milan           | 4    | 6  | 1 | 1 | 4 | 6  | 9  | −3  |  | 1–2 | 1–2 | 1–1 | —   |
| Legendă: Locurile 1, 2: Calificare în optimi Locul 3: Transferată în Europa League |                 |      |    |   |   |   |    |    |     |  |     |     |     |     |

### Grupa C
| Loc                                                                                | Echipă   | Pct. | MJ | V | E | Î | GM | GP | DG  |  | AJX | SPO | DOR | BES |
| ---------------------------------------------------------------------------------- | -------- | ---- | -- | - | - | - | -- | -- | --- |  | --- | --- | --- | --- |
| 1.                                                                                 | Ajax     | 18   | 6  | 6 | 0 | 0 | 20 | 5  | +15 |  | —   | 4–2 | 4–0 | 2–0 |
| 2.                                                                                 | Sporting | 9    | 6  | 3 | 0 | 3 | 14 | 12 | +2  |  | 1–5 | —   | 3–1 | 4–0 |
| 3.                                                                                 | Dortmund | 9    | 6  | 3 | 0 | 3 | 10 | 11 | −1  |  | 1–3 | 1–0 | —   | 5–0 |
| 4.                                                                                 | Beșiktaș | 0    | 6  | 0 | 0 | 6 | 3  | 19 | −16 |  | 1–2 | 1–4 | 1–2 | —   |
| Legendă: Locurile 1, 2: Calificare în optimi Locul 3: Transferată în Europa League |          |      |    |   |   |   |    |    |     |  |     |     |     |     |

1. 1 2  Puncte în meciurile directe: Sporting CP 3, Borussia Dortmund 3. Diferență de goluri în meciurile directe: Sporting CP +1, Borussia Dortmund −1.

### Grupa D
| Loc                                                                                | Echipă           | Pct. | MJ | V | E | Î | GM | GP | DG  |  | RMA | INT | SHE | SHK |
| ---------------------------------------------------------------------------------- | ---------------- | ---- | -- | - | - | - | -- | -- | --- |  | --- | --- | --- | --- |
| 1.                                                                                 | Real Madrid      | 15   | 6  | 5 | 0 | 1 | 14 | 3  | +11 |  | —   | 2–0 | 1–2 | 2–1 |
| 2.                                                                                 | Inter Milano     | 10   | 6  | 3 | 1 | 2 | 8  | 5  | +3  |  | 0–1 | —   | 3–1 | 2–0 |
| 3.                                                                                 | Sheriff Tiraspol | 7    | 6  | 2 | 1 | 3 | 7  | 11 | −4  |  | 0–3 | 1–3 | —   | 2–0 |
| 4.                                                                                 | Șahtior Donețsk  | 2    | 6  | 0 | 2 | 4 | 2  | 12 | −10 |  | 0–5 | 0–0 | 1–1 | —   |
| Legendă: Locurile 1, 2: Calificare în optimi Locul 3: Transferată în Europa League |                  |      |    |   |   |   |    |    |     |  |     |     |     |     |

### Grupa E
| Loc                                                                                | Echipă      | Pct. | MJ | V | E | Î | GM | GP | DG  |  | BAY | BEN | BAR | DKV |
| ---------------------------------------------------------------------------------- | ----------- | ---- | -- | - | - | - | -- | -- | --- |  | --- | --- | --- | --- |
| 1.                                                                                 | Bayern      | 18   | 6  | 6 | 0 | 0 | 22 | 3  | +19 |  | —   | 5–2 | 3–0 | 5–0 |
| 2.                                                                                 | Benfica     | 8    | 6  | 2 | 2 | 2 | 7  | 9  | −2  |  | 0–4 | —   | 3–0 | 2–0 |
| 3.                                                                                 | Barcelona   | 7    | 6  | 2 | 1 | 3 | 2  | 9  | −7  |  | 0–3 | 0–0 | —   | 1–0 |
| 4.                                                                                 | Dinamo Kiev | 1    | 6  | 0 | 1 | 5 | 1  | 11 | −10 |  | 1–2 | 0–0 | 0–1 | —   |
| Legendă: Locurile 1, 2: Calificare în optimi Locul 3: Transferată în Europa League |             |      |    |   |   |   |    |    |     |  |     |     |     |     |

### Grupa F
| Loc                                                                                | Echipă            | Pct. | MJ | V | E | Î | GM | GP | DG |  | MUN | VIL | ATA | YB  |
| ---------------------------------------------------------------------------------- | ----------------- | ---- | -- | - | - | - | -- | -- | -- |  | --- | --- | --- | --- |
| 1.                                                                                 | Manchester United | 11   | 6  | 3 | 2 | 1 | 11 | 8  | +3 |  | —   | 2–1 | 3–2 | 1–1 |
| 2.                                                                                 | Villarreal        | 10   | 6  | 3 | 1 | 2 | 12 | 9  | +3 |  | 0–2 | —   | 2–2 | 2–0 |
| 3.                                                                                 | Atalanta          | 6    | 6  | 1 | 3 | 2 | 12 | 13 | −1 |  | 2–2 | 2–3 | —   | 1–0 |
| 4.                                                                                 | Young Boys        | 5    | 6  | 1 | 2 | 3 | 7  | 12 | −5 |  | 2–1 | 1–4 | 3–3 | —   |
| Legendă: Locurile 1, 2: Calificare în optimi Locul 3: Transferată în Europa League |                   |      |    |   |   |   |    |    |    |  |     |     |     |     |

### Grupa G
| Loc                                                                                | Echipă    | Pct. | MJ | V | E | Î | GM | GP | DG |  | LIL | SLZ | SEV | WOL |
| ---------------------------------------------------------------------------------- | --------- | ---- | -- | - | - | - | -- | -- | -- |  | --- | --- | --- | --- |
| 1.                                                                                 | Lille     | 11   | 6  | 3 | 2 | 1 | 7  | 4  | +3 |  | —   | 1–0 | 0–0 | 0–0 |
| 2.                                                                                 | Salzburg  | 10   | 6  | 3 | 1 | 2 | 8  | 6  | +2 |  | 2–1 | —   | 1–0 | 3–1 |
| 3.                                                                                 | Sevilla   | 6    | 6  | 1 | 3 | 2 | 5  | 5  | 0  |  | 1–2 | 1–1 | —   | 2–0 |
| 4.                                                                                 | Wolfsburg | 5    | 6  | 1 | 2 | 3 | 5  | 10 | −5 |  | 1–3 | 2–1 | 1–1 | —   |
| Legendă: Locurile 1, 2: Calificare în optimi Locul 3: Transferată în Europa League |           |      |    |   |   |   |    |    |    |  |     |     |     |     |

### Grupa H
| Loc                                                                                | Echipă   | Pct. | MJ | V | E | Î | GM | GP | DG  |  | JUV | CHE | ZEN | MAL |
| ---------------------------------------------------------------------------------- | -------- | ---- | -- | - | - | - | -- | -- | --- |  | --- | --- | --- | --- |
| 1.                                                                                 | Juventus | 15   | 6  | 5 | 0 | 1 | 10 | 6  | +4  |  | —   | 1–0 | 4–2 | 1–0 |
| 2.                                                                                 | Chelsea  | 13   | 6  | 4 | 1 | 1 | 13 | 4  | +9  |  | 4–0 | —   | 1–0 | 4–0 |
| 3.                                                                                 | Zenit    | 5    | 6  | 1 | 2 | 3 | 10 | 10 | 0   |  | 0–1 | 3–3 | —   | 4–0 |
| 4.                                                                                 | Malmö    | 1    | 6  | 0 | 1 | 5 | 1  | 14 | −13 |  | 0–3 | 0–1 | 1–1 | —   |
| Legendă: Locurile 1, 2: Calificare în optimi Locul 3: Transferată în Europa League |          |      |    |   |   |   |    |    |     |  |     |     |     |     |

## Faza eliminatorie

### Echipele calificate
Echipele au fost împărțite în două urne valorice: capii de serie au fost câștigătoarele fiecărei grupe, iar non-capii de serie fiind echipele care au terminat pe locul 2 în grupa respectivă.
| Grupa | Câștigătoarele (capi de serie) | Echipele de pe locul 2 (non-capi de serie) |
| ----- | ------------------------------ | ------------------------------------------ |
| A     | Manchester City                | Paris Saint-Germain                        |
| B     | Liverpool                      | Atlético de Madrid                         |
| C     | Ajax Amsterdam                 | Sporting CP                                |
| D     | Real Madrid                    | Inter Milano                               |
| E     | Bayern München                 | Benfica                                    |
| F     | Manchester United              | Villarreal                                 |
| G     | Lille                          | Salzburg                                   |
| H     | Juventus                       | Chelsea                                    |

### Clasificare
|  | Optimi de finală    | Optimi de finală   | Optimi de finală |             |                 | Sferturi de finală | Sferturi de finală | Sferturi de finală |  |                 | Semifinale | Semifinale | Semifinale |  |           | Finala (28 mai – Saint-Denis) | Finala (28 mai – Saint-Denis) |  |
|  |                     |                    |                  |             |                 |                    |                    |                    |  |                 |            |            |            |  |           |                               |                               |  |
|  | Benfica             | 2                  | 1                |             |                 |                    |                    |                    |  |                 |            |            |            |  |           |                               |                               |  |
|  | Ajax Amsterdam      | 2                  | 0                |             |                 |                    |                    |                    |  |                 |            |            |            |  |           |                               |                               |  |
|  | Ajax Amsterdam      | 2                  | 0                |             | Benfica         | 1                  | 3                  |                    |  |                 |            |            |            |  |           |                               |                               |  |
|  |                     |                    |                  |             | Benfica         | 1                  | 3                  |                    |  |                 |            |            |            |  |           |                               |                               |  |
|  |                     | Liverpool          | 3                | 3           |                 |                    |                    |                    |  |                 |            |            |            |  |           |                               |                               |  |
|  | Inter Milano        | Liverpool          | 3                | 3           | 0               | 1                  |                    |                    |  |                 |            |            |            |  |           |                               |                               |  |
|  | Inter Milano        |                    |                  |             | 0               | 1                  |                    |                    |  |                 |            |            |            |  |           |                               |                               |  |
|  | Liverpool           | 2                  | 0                |             |                 |                    |                    |                    |  |                 |            |            |            |  |           |                               |                               |  |
|  | Liverpool           | 2                  | 0                |             |                 |                    |                    |                    |  | Liverpool       | 2          | 3          |            |  |           |                               |                               |  |
|  |                     |                    |                  |             |                 |                    |                    |                    |  |                 | 2          | 3          |            |  |           |                               |                               |  |
|  | Villarreal          | 0                  | 2                |             |                 |                    |                    |                    |  |                 |            |            |            |  |           |                               |                               |  |
|  | Villarreal          | 0                  | 2                | Sporting CP | 0               | 0                  |                    |                    |  |                 |            |            |            |  |           |                               |                               |  |
|  |                     |                    |                  | Sporting CP | 0               | 0                  |                    |                    |  |                 |            |            |            |  |           |                               |                               |  |
|  | Manchester City     | 5                  | 0                |             |                 |                    |                    |                    |  |                 |            |            |            |  |           |                               |                               |  |
|  | Manchester City     | 5                  | 0                |             | Villarreal      | 1                  | 1                  |                    |  |                 |            |            |            |  |           |                               |                               |  |
|  |                     |                    |                  |             | Villarreal      | 1                  | 1                  |                    |  |                 |            |            |            |  |           |                               |                               |  |
|  |                     | Bayern München     | 0                | 1           |                 |                    |                    |                    |  |                 |            |            |            |  |           |                               |                               |  |
|  | Villarreal          | Bayern München     | 0                | 1           | 1               | 3                  |                    |                    |  |                 |            |            |            |  |           |                               |                               |  |
|  | Villarreal          |                    |                  |             | 1               | 3                  |                    |                    |  |                 |            |            |            |  |           |                               |                               |  |
|  | Juventus            | 1                  | 0                |             |                 |                    |                    |                    |  |                 |            |            |            |  |           |                               |                               |  |
|  | Juventus            | 1                  | 0                |             |                 |                    |                    |                    |  |                 |            |            |            |  | Liverpool | 0                             |                               |  |
|  |                     |                    |                  |             |                 |                    |                    |                    |  |                 |            |            |            |  |           | 0                             |                               |  |
|  | Real Madrid         | 1                  |                  |             |                 |                    |                    |                    |  |                 |            |            |            |  |           |                               |                               |  |
|  | Real Madrid         | 1                  | Salzburg         | 1           | 1               |                    |                    |                    |  |                 |            |            |            |  |           |                               |                               |  |
|  |                     |                    | Salzburg         | 1           | 1               |                    |                    |                    |  |                 |            |            |            |  |           |                               |                               |  |
|  | Bayern München      | 1                  | 7                |             |                 |                    |                    |                    |  |                 |            |            |            |  |           |                               |                               |  |
|  | Bayern München      | 1                  | 7                |             | Manchester City | 1                  | 0                  |                    |  |                 |            |            |            |  |           |                               |                               |  |
|  |                     |                    |                  |             | Manchester City | 1                  | 0                  |                    |  |                 |            |            |            |  |           |                               |                               |  |
|  |                     | Atlético de Madrid | 0                | 0           |                 |                    |                    |                    |  |                 |            |            |            |  |           |                               |                               |  |
|  | Atlético de Madrid  | Atlético de Madrid | 0                | 0           | 1               | 1                  |                    |                    |  |                 |            |            |            |  |           |                               |                               |  |
|  | Atlético de Madrid  |                    |                  |             | 1               | 1                  |                    |                    |  |                 |            |            |            |  |           |                               |                               |  |
|  | Manchester United   | 1                  | 0                |             |                 |                    |                    |                    |  |                 |            |            |            |  |           |                               |                               |  |
|  | Manchester United   | 1                  | 0                |             |                 |                    |                    |                    |  | Manchester City | 4          | 1          |            |  |           |                               |                               |  |
|  |                     |                    |                  |             |                 |                    |                    |                    |  |                 | 4          | 1          |            |  |           |                               |                               |  |
|  | Real Madrid (d.p.)  | 3                  | 3                |             |                 |                    |                    |                    |  |                 |            |            |            |  |           |                               |                               |  |
|  | Real Madrid (d.p.)  | 3                  | 3                | Chelsea     | 2               | 2                  |                    |                    |  |                 |            |            |            |  |           |                               |                               |  |
|  |                     |                    |                  | Chelsea     | 2               | 2                  |                    |                    |  |                 |            |            |            |  |           |                               |                               |  |
|  | Lille               | 0                  | 1                |             |                 |                    |                    |                    |  |                 |            |            |            |  |           |                               |                               |  |
|  | Lille               | 0                  | 1                |             | Chelsea         | 1                  | 3                  |                    |  |                 |            |            |            |  |           |                               |                               |  |
|  |                     |                    |                  |             | Chelsea         | 1                  | 3                  |                    |  |                 |            |            |            |  |           |                               |                               |  |
|  |                     | Real Madrid (d.p.) | 3                | 2           |                 |                    |                    |                    |  |                 |            |            |            |  |           |                               |                               |  |
|  | Paris Saint-Germain | Real Madrid (d.p.) | 3                | 2           | 1               | 1                  |                    |                    |  |                 |            |            |            |  |           |                               |                               |  |
|  | Paris Saint-Germain |                    |                  |             | 1               | 1                  |                    |                    |  |                 |            |            |            |  |           |                               |                               |  |
|  | Real Madrid         | 0                  | 3                |             |                 |                    |                    |                    |  |                 |            |            |            |  |           |                               |                               |  |